# Polder Moder

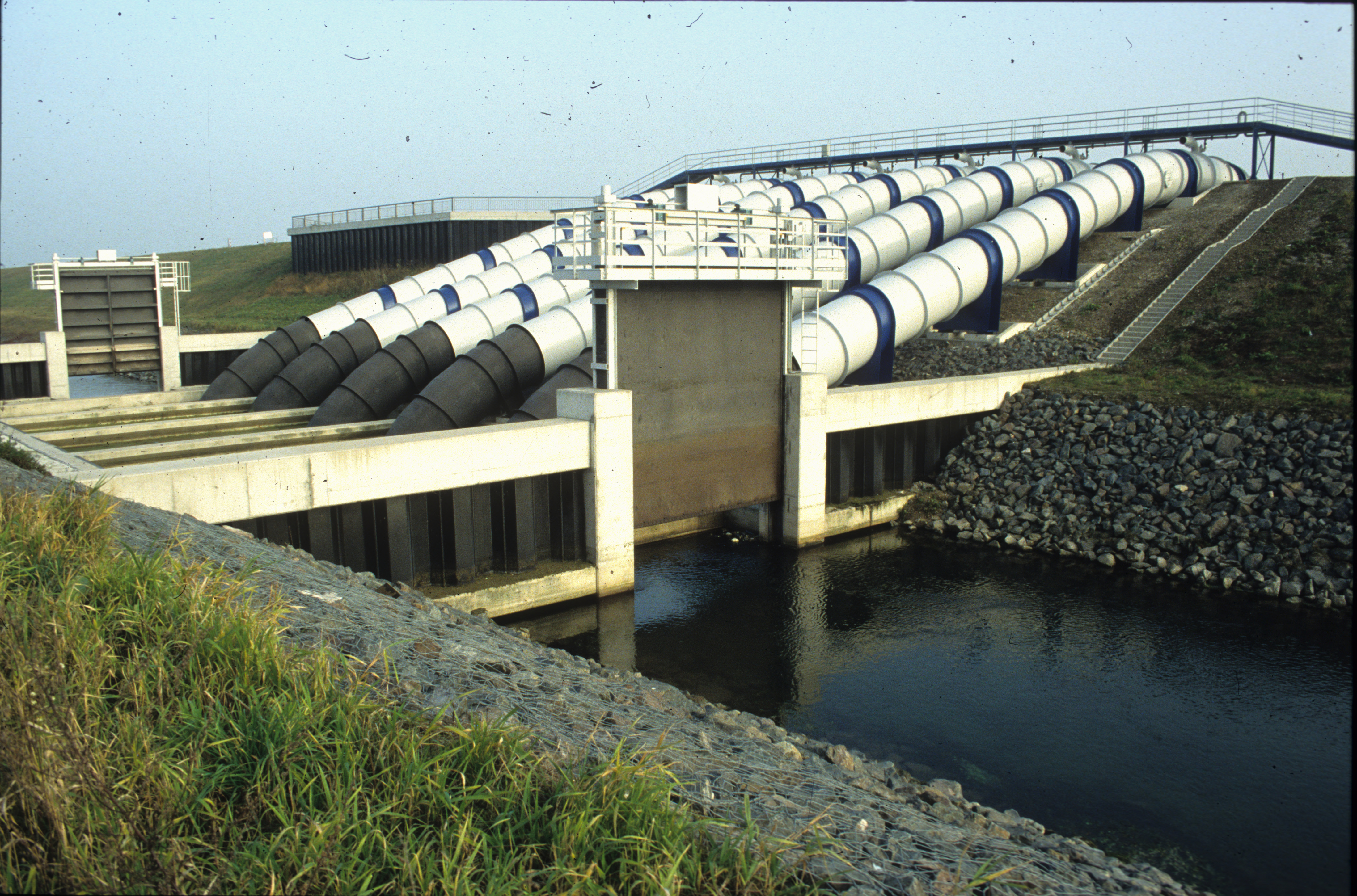
Heber zur Füllung des Polders, zwei Schütze zum Absperren des Rheinseitengrabens (Historisches Bildarchiv der Bundeswasserstraßen)

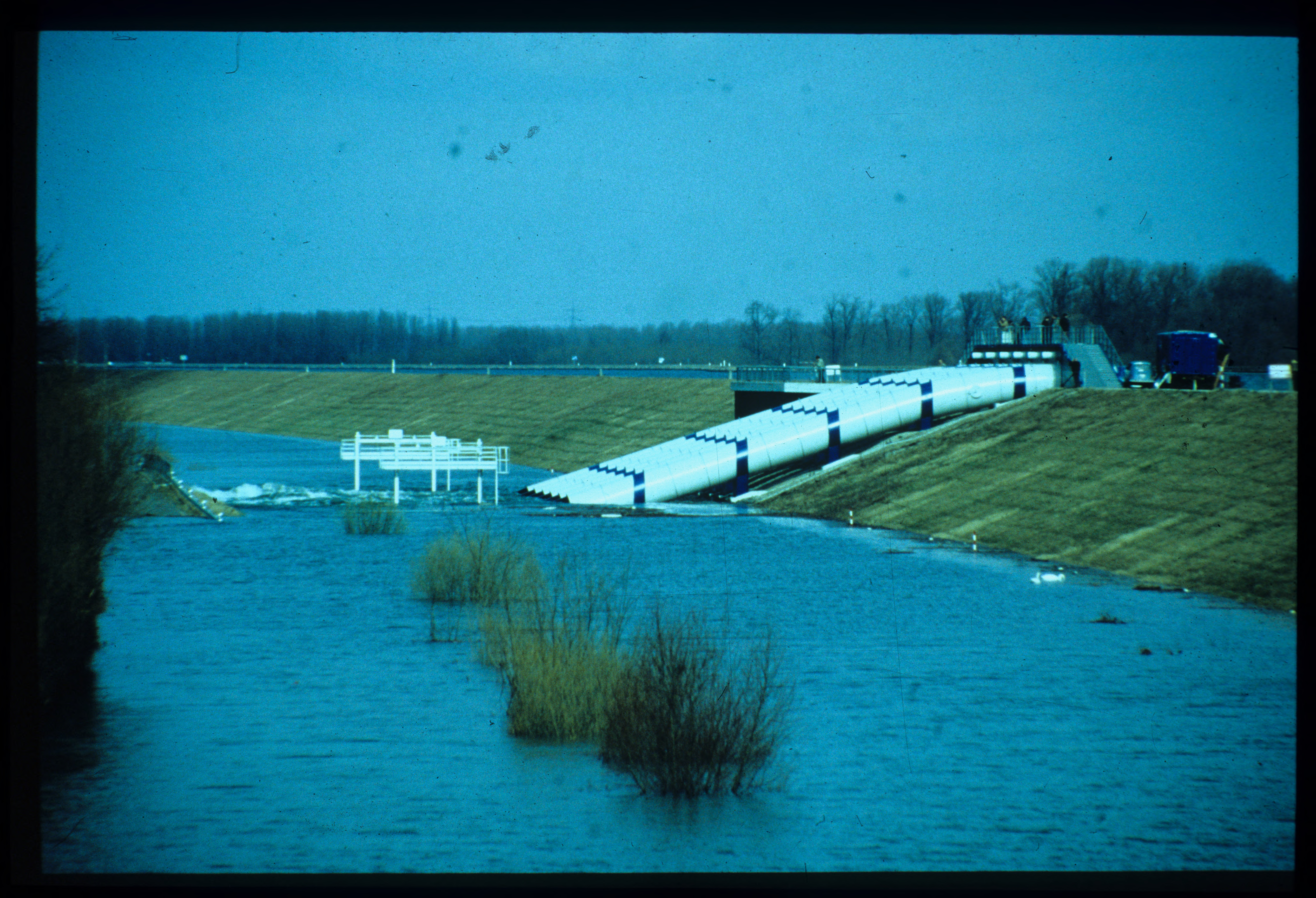
Flutung des Polders im März 1992 (Historisches Bildarchiv der Bundeswasserstraßen)

Der Polder Moder (französisch: Polder de la Moder) ist ein Rückhalteraum zum Schutz vor Hochwasser am Oberrhein bei Rheinkilometer 330. Er liegt auf den Gemarkungen der Gemeinden Fort-Louis und Neuhaeusel im Département Bas-Rhin in der französischen Region Grand Est.
Der Polder entstand als Teil des Integrierten Rheinprogramms, mit dem am Oberrhein der Schutz vor einem 200-jährlichen Hochwasser wiederhergestellt werden soll, der durch den Bau von Staustufen am südlichen Oberrhein und  die Eindeichung von Flussauen  verlorengegangen war.
Der Polder liegt oberhalb der Staustufe Iffezheim. Der Wasserspiegel des von Dämmen eingefassten Rheins liegt ungefähr sechs Meter über dem Gelände. Für den Polder namensgebend ist der Fluss Moder, der früher am Nordende des Polders in den Rhein mündete. Heute verläuft die Moder parallel zum Rhein nach Norden und mündet unterhalb der Staustufe. Die von einem Deich umgebene Polderfläche ist überwiegend bewaldet; über ein Drittel der Fläche wird von zwei Baggerseen eingenommen.
Der 1992 fertiggestellte Polder hat eine Fläche von 240 Hektar, auf der bis zu 5,6 Millionen Kubikmeter Wasser zurückgehalten werden können. Über sechs Heberleitungen können bis zu 160 Kubikmeter Wasser pro Sekunde in den Polder geleitet werden. Betreiberin des Polders ist Voies navigables de France (VNF), die staatliche Wasserstraßenverwaltung in Frankreich. Die Entleerung des Polders erfolgt über den Rheinseitengraben, der am Fuß des Rheindamms verläuft und in die Moder mündet. Zudem gibt es zwei Wehre, die den Norden des Polders direkt mit der Moder verbinden. Beim Einsatz des Polders wird der Rheinseitengraben durch ein Wehr am Südende des Polders gesperrt. Die Vorflut des Rheinseitengrabens wird dann durch einen Graben sichergestellt, der binnenseits des Polderdeichs zur Moder verläuft.
Ein Einsatz des Polders erfolgt, wenn der Abfluss am Pegel Kehl-Kronenhof 4200 und am Pegel Maxau bei Karlsruhe 4400 Kubikmeter pro Sekunde übersteigt. Der Polder wird entleert, wenn der Abfluss in Maxau unter 4000 Kubikmeter pro Sekunde gefallen ist.
Auf der gegenüberliegenden, badischen Rheinseite liegt der Auslaufbereich des  Polders Söllingen/Greffern.